# Grevillea arenaria
Grevillea arenaria är en tvåhjärtbladig växtart. Grevillea arenaria ingår i släktet Grevillea och familjen Proteaceae.

## Underarter
Arten delas in i följande underarter:
- G. a. arenaria
- G. a. canescens